# Okrąg jednostkowy

Okrąg jednostkowy w kartezjańskim układzie współrzędnych – zmienna jest miarą kąta

Okrąg jednostkowy – wieloznaczne pojęcie matematyczne:
- okrąg o promieniu jednostkowym, tzn. równym 1[1][2];
- okrąg w kartezjańskim układzie współrzędnych o środku jego w początku, tzn. punkcie {\displaystyle (0,0),} i promieniu 1[3];
- zbiór liczb zespolonych o jednostkowym module: {\displaystyle |z|=1}[4][5]. Nazwa jest związana z obrazem tego zbioru na płaszczyźnie zespolonej.

Ostatni z tych zbiorów jest grupą ze względu na mnożenie, nazywaną grupą okręgu.
Często oznacza się go symbolem {\displaystyle \mathrm {S} ^{1},} a jego uogólnieniem na wyższe wymiary jest sfera jednostkowa. Do zdefiniowania innych „okręgów jednostkowych”, np. okręgu Riemanna, można skorzystać z innych pojęć „odległości” (zob. przestrzeń unormowana).

## Równania
Jeżeli {\displaystyle (x,y)} jest punktem okręgu jednostkowego leżącym w pierwszej ćwiartce, to {\displaystyle x} i {\displaystyle y} są długościami przyprostokątnych trójkąta prostokątnego o przeciwprostokątnej długości 1. Z twierdzenia Pitagorasa {\displaystyle x} oraz {\displaystyle y} spełniają równanie:
{\displaystyle x^{2}+y^{2}=1.}
Ponieważ {\displaystyle x^{2}=(-x)^{2}} dla każdego {\displaystyle x,} a odbicie dowolnego punktu leżącego na okręgu jednostkowych względem osi rzędnych bądź odciętych nadal leży na tym okręgu, to powyższe równanie jest spełnione dla wszystkich punktów {\displaystyle (x,y)} leżących na okręgu jednostkowym, a nie tylko tych z pierwszej ćwiartki.
Okrąg jednostkowy można zadać wielorako. Korzystając z własności liczb zespolonych uzyskuje się charakteryzację:
- wykładniczą

{\displaystyle z(t)=e^{it},}
- trygonometryczną

{\displaystyle z(t)=\cos(t)+i\sin(t).}

## Funkcje trygonometryczne

Wszystkie funkcje trygonometryczne kąta θ mogą być skonstruowane geometrycznie na okręgu jednostkowym o środku w punkcie O.

Na okręgu jednostkowym można zdefiniować funkcje trygonometryczne sinusa i cosinusa: jeżeli {\displaystyle (x,y)} jest punktem okręgu jednostkowego, a promień o początku w {\displaystyle (0,0)} i końcu w {\displaystyle (x,y)} tworzy kąt {\displaystyle t} z dodatnią półosią {\displaystyle x} (przy czym mierzy się go przeciwnie do ruchu wskazówek zegara zaczynając od osi), to:
{\displaystyle {\begin{cases}\cos(t)=x\\\sin(t)=y\end{cases}}}
Równanie {\displaystyle x^{2}+y^{2}=1} daje wtedy zależność:
{\displaystyle \cos ^{2}(t)+\sin ^{2}(t)=1.}
(Zapis {\displaystyle \cos ^{2}(t)=(cos(t))^{2}} jest zwyczajową formą zapisu potęg dla wszystkich funkcji trygonometrycznych).
Okrąg jednostkowy daje intuicyjny wgląd w okresowość wspomnianych funkcji:
{\displaystyle {\begin{cases}\cos(t)=\cos(2\pi k+t)\\\sin(t)=\sin(2\pi k+t)\end{cases}}}
dla dowolnej liczby całkowitej {\displaystyle k.}
Wyżej wymienione tożsamości można podsumować następująco: współrzędne {\displaystyle x,y} punktu na okręgu jednostkowym nie ulegają zmianie przy zwiększeniu bądź zmniejszeniu kąta {\displaystyle t} o dowolną liczbę obrotów (1 obrót = 2п radianów = 360°).
Definiowane z elementów trójkąta prostokątnego sinus, cosinus oraz inne funkcje trygonometryczne są określone tylko dla miar kątów większych od {\displaystyle 0} i mniejszych od {\displaystyle {\tfrac {\pi }{2}}.} Zdefiniowane za pomocą okręgu jednostkowego mają one swoje sensowne, intuicyjne uogólnienia dla dowolnej rzeczywistej miary kąta, co pokazano na rysunku obok.

## Dynamika zespolona

Okrąg jednostkowy w dynamice zespolonej

Zbiór Julii dyskretnego nieliniowego układu dynamicznego z funkcją ewolucji:
{\displaystyle f_{0}(x)=x^{2}}
jest okręgiem jednostkowym. Jest to najprostszy przypadek i z tego powodu jest on szeroko stosowany w badaniach nad układami dynamicznymi.